# Championnats de France d'athlétisme 1889
Navigation
Championnats 1888 Championnats 1890
Les Championnats de France d'athlétisme 1889 ont eu lieu le 30 juin 1889 à la Croix-Catelan de Paris. Quatre épreuves figurent au programme.

## Palmarès
| Discipline  | Athlète                | Athlète      |
| ----------- | ---------------------- | ------------ |
| 100 m       | René Cavally           | 12 s 0       |
| 400 m       | René Cavally           | 55 s 0       |
| 1 500 m     | Fernand Meiers         | 4 min 36 s 0 |
| 110 m haies | Adolphe de Pallisseaux | 19 s 0       |